# Cmentarz parafialny w Kościelcu
Cmentarz parafialny w Kościelcu – nekropolia w Kościelcu w powiecie proszowickim. Jest to cmentarz rzymskokatolicki miejscowej parafii.
Powstał w I połowie XIX wieku w odległości ok. 150 m na południowy wschód od kościoła parafialnego św. Wojciecha. Stary przykościelny cmentarz został zlikwidowany. Najstarsze zachowane groby pochodzą z lat 50. XIX wieku, występują liczne zabytkowe nagrobki z II połowy XIX wieku i początku XX wieku 
Są tu mogiły poległych: 
- powstańców styczniowych z 1863 roku,
- żołnierzy z I i II wojny światowej.

Ogrodzenie najstarszej części cmentarza jest murowane z kratą metalową i dwiema bramami z II połowy XIX wieku 
Na cmentarzu jest też stary drzewostan głównie klony, lipy, dęby, brzozy, robinie akacjowe i kasztany.
Największym obiektem na cmentarzu jest klasycystyczna kaplica grobowa rodziny Kamockich z 1859 roku. Zbudowana na planie prostokąta, posiada od frontu portyk cztero-kolumnowy zwieńczony trójkątnym przyczółkiem. Ściany kaplicy są rozczłonkowane pilastrami, pod dachem znajduje się fryz tryglifowy. Dach dwuspadowy kryty blachą cynkową posiada małą sygnaturką z krzyżem żeliwnym. Wewnątrz znajduje się sklepienie zwierciadlane nakrywające ściany o ramowych podziałach, ołtarz neobarokowy z II połowy XIX wieku z obrazem przedstawiającym Ukrzyżowanie Jezusa Chrystusa.

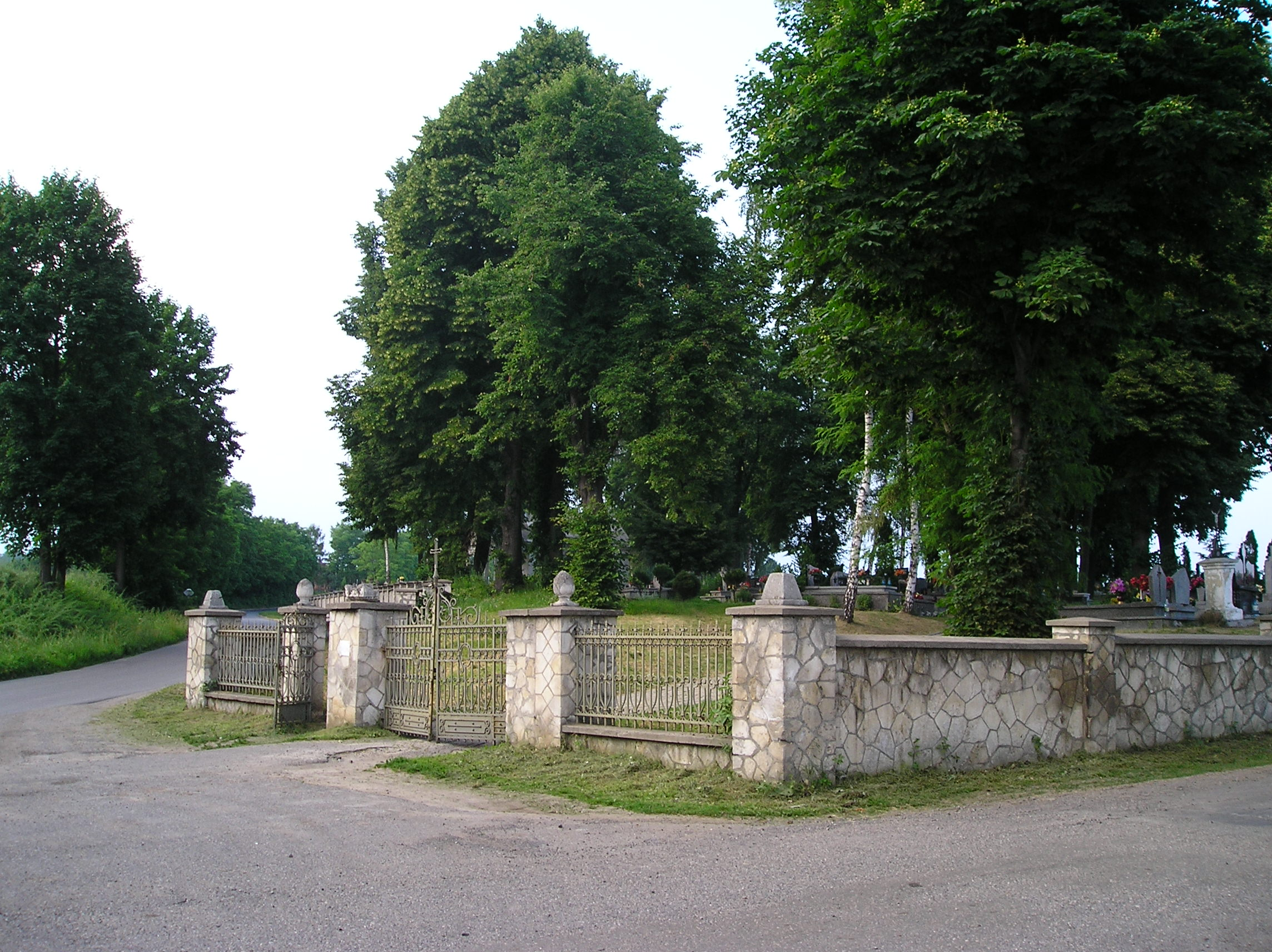
Ogrodzenie z bramą cmentarza parafialnego z II poł. XIX w.
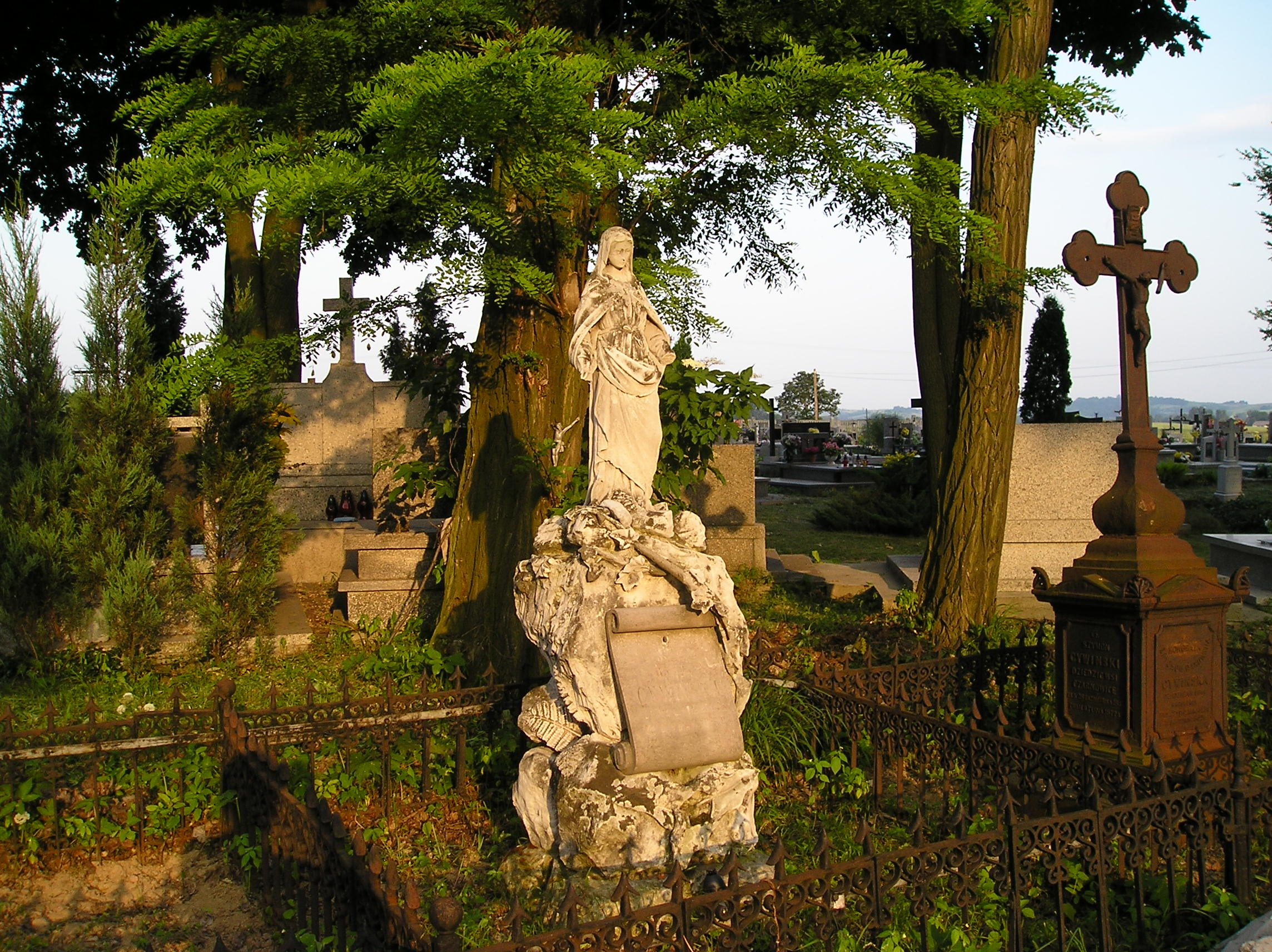
Cmentarz parafialny nagrobek z 1896
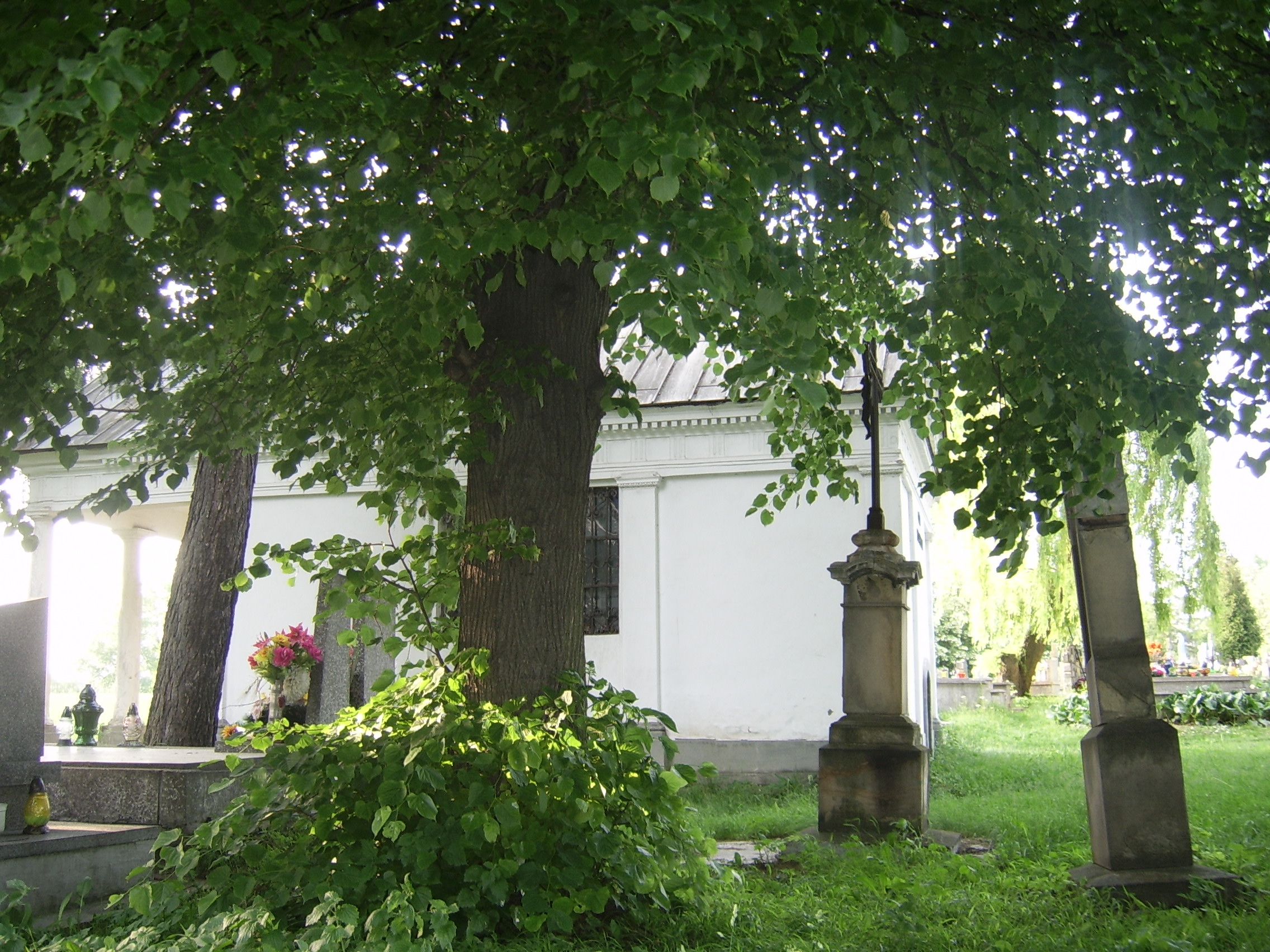
Cmentarz, zabytkowe nagrobki pierwszy z 1867 r., drugi z 1859 r. proboszcza parafii W. Jendrzejewskiego.
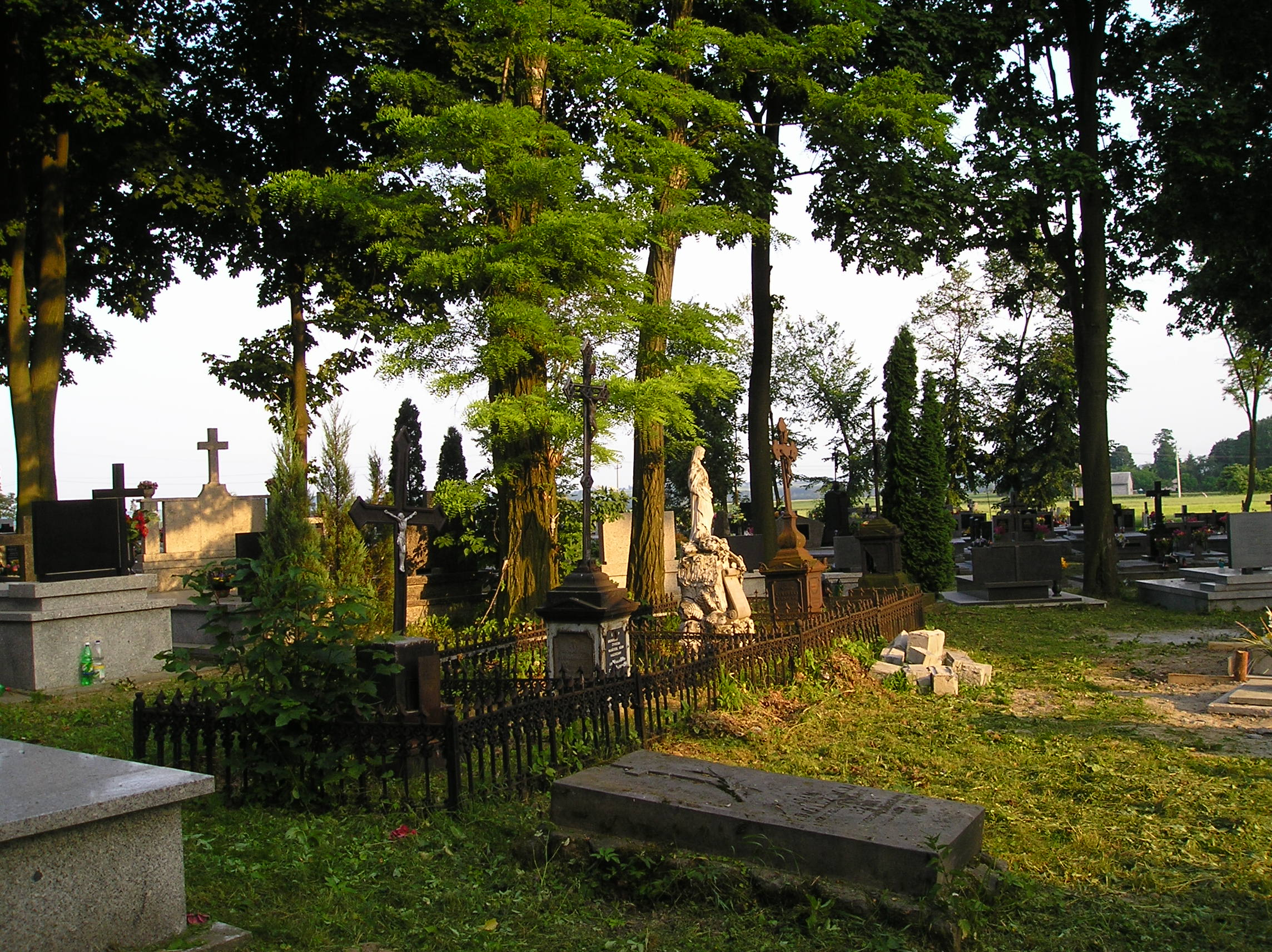
Cmentarz parafialny, nagrobki z II poł. XIX w. i pocz. XX w.
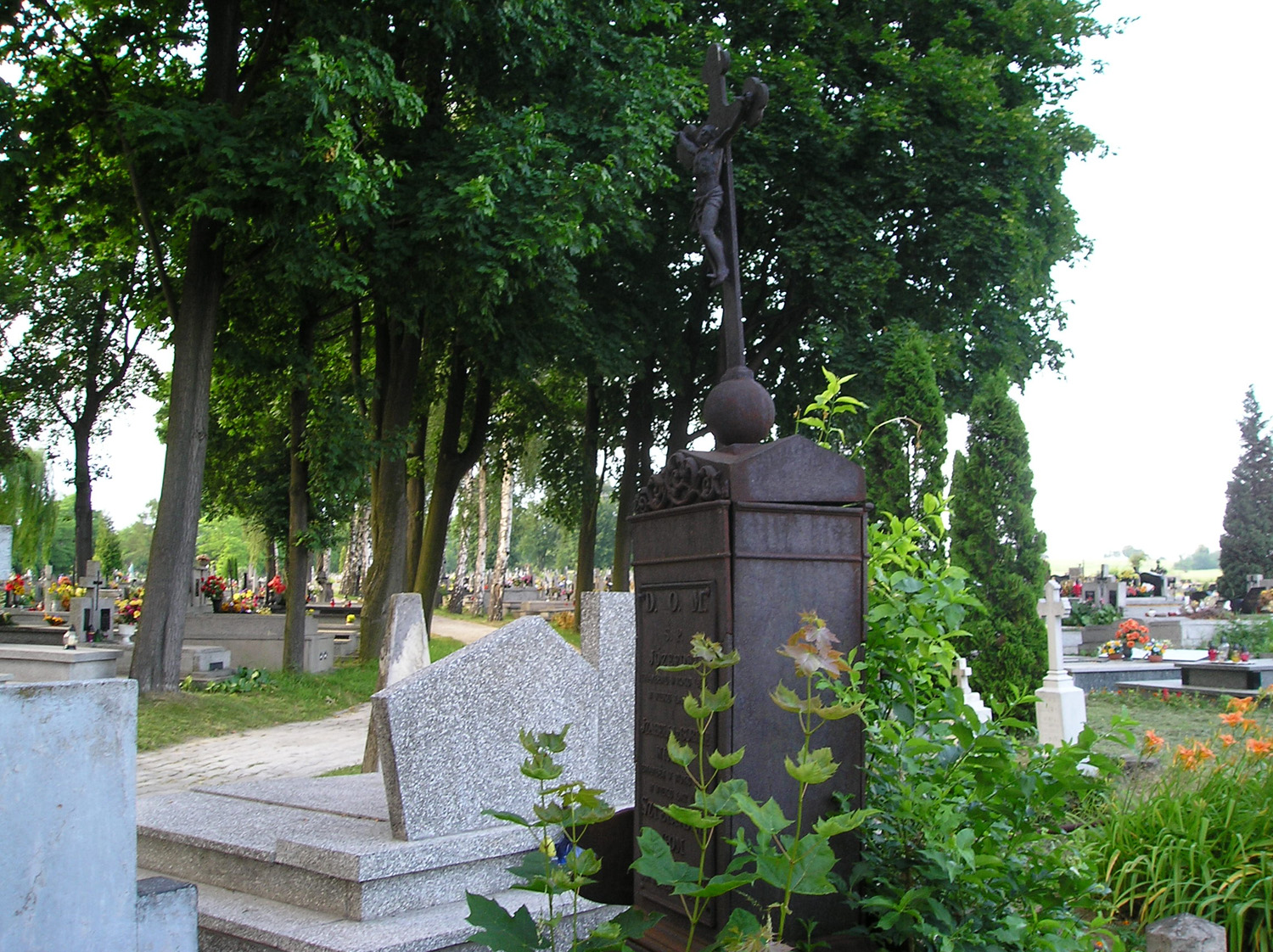
Cmentarz parafialny, zabytkowy nagrobek z 1850 r.
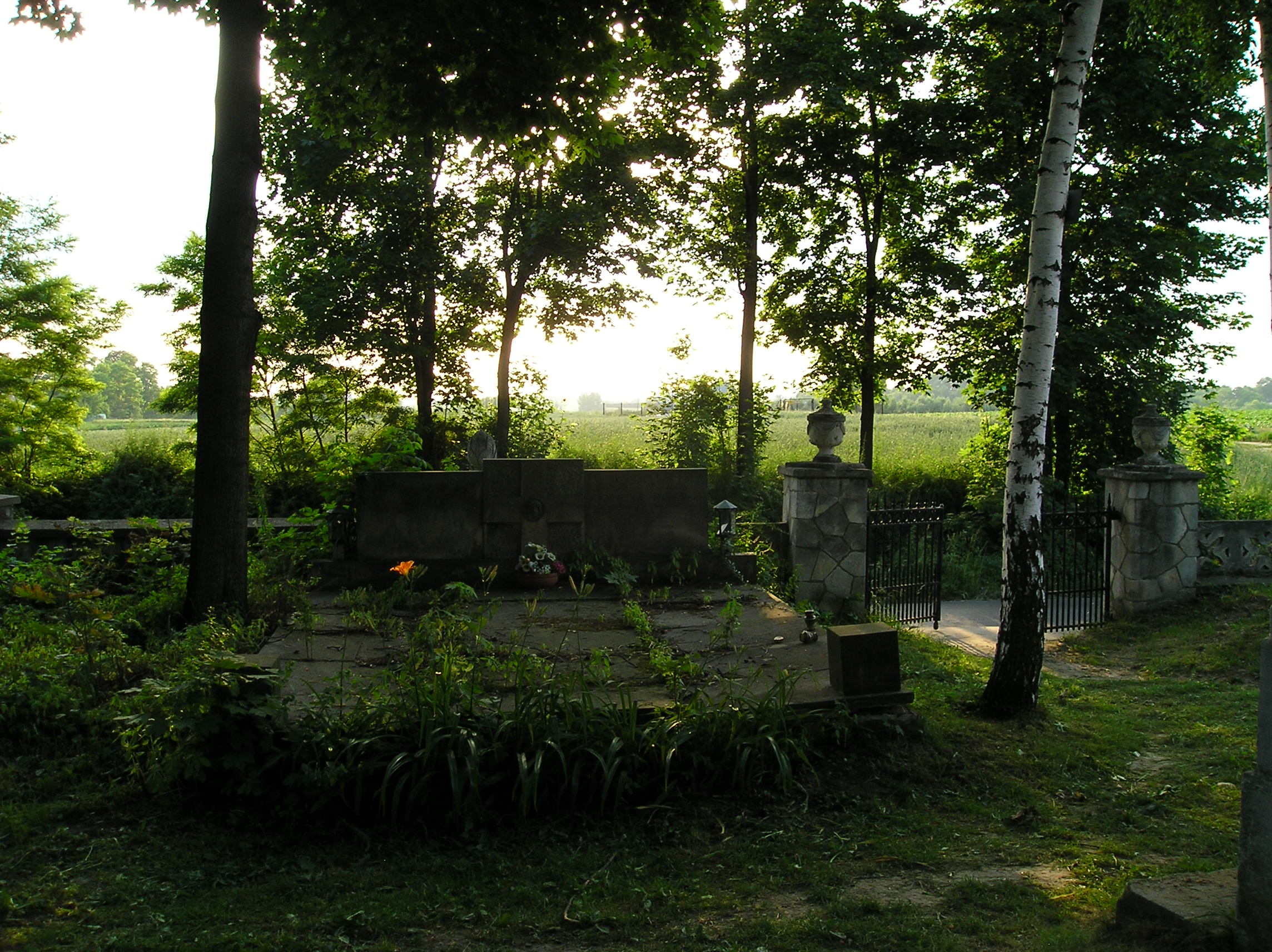
Cmentarz parafialny, zabytkowa brama boczna i grobowiec z pocz. XX w.
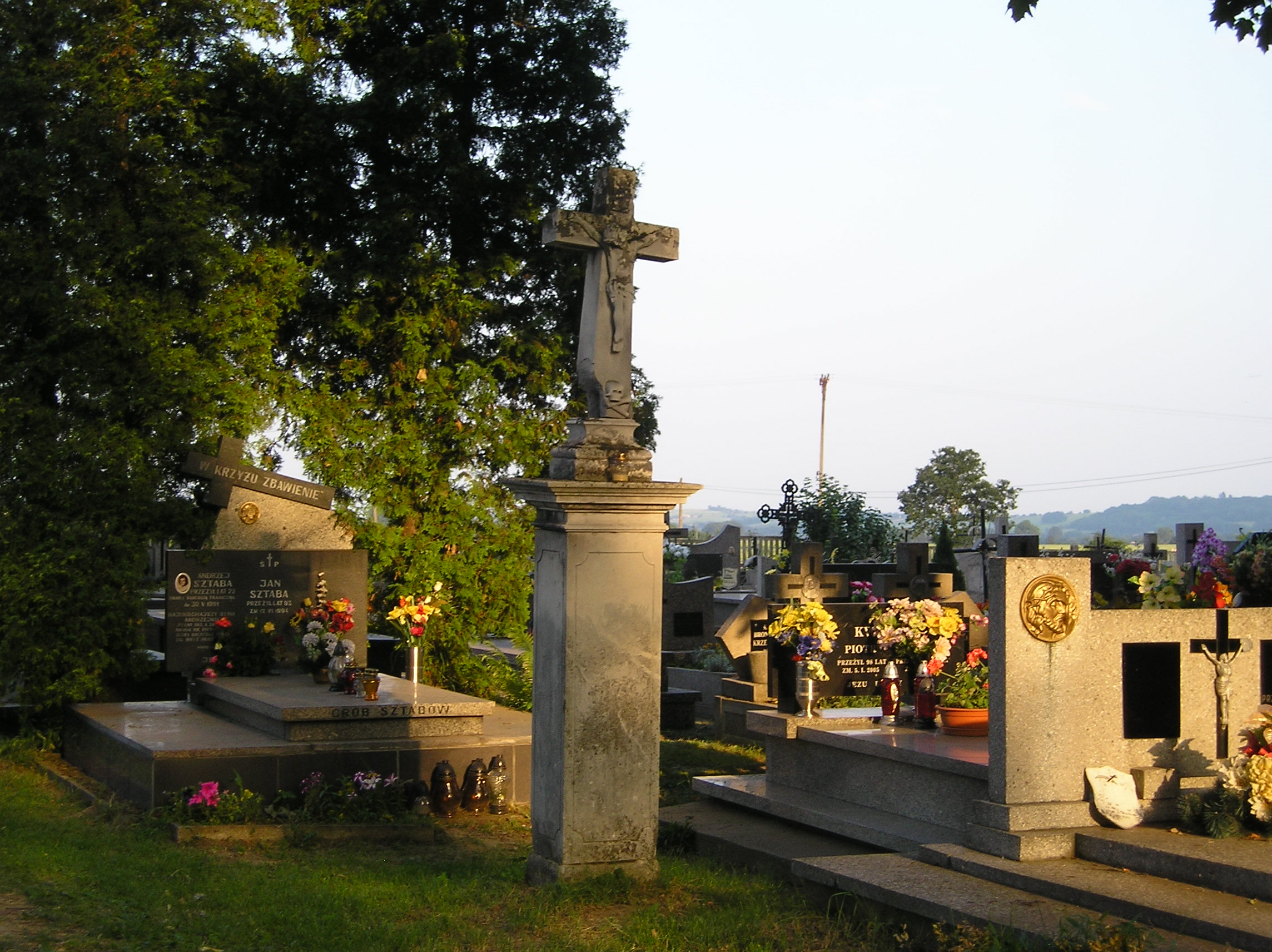
Cmentarz parafialny, nagrobek z II poł. XIX w.
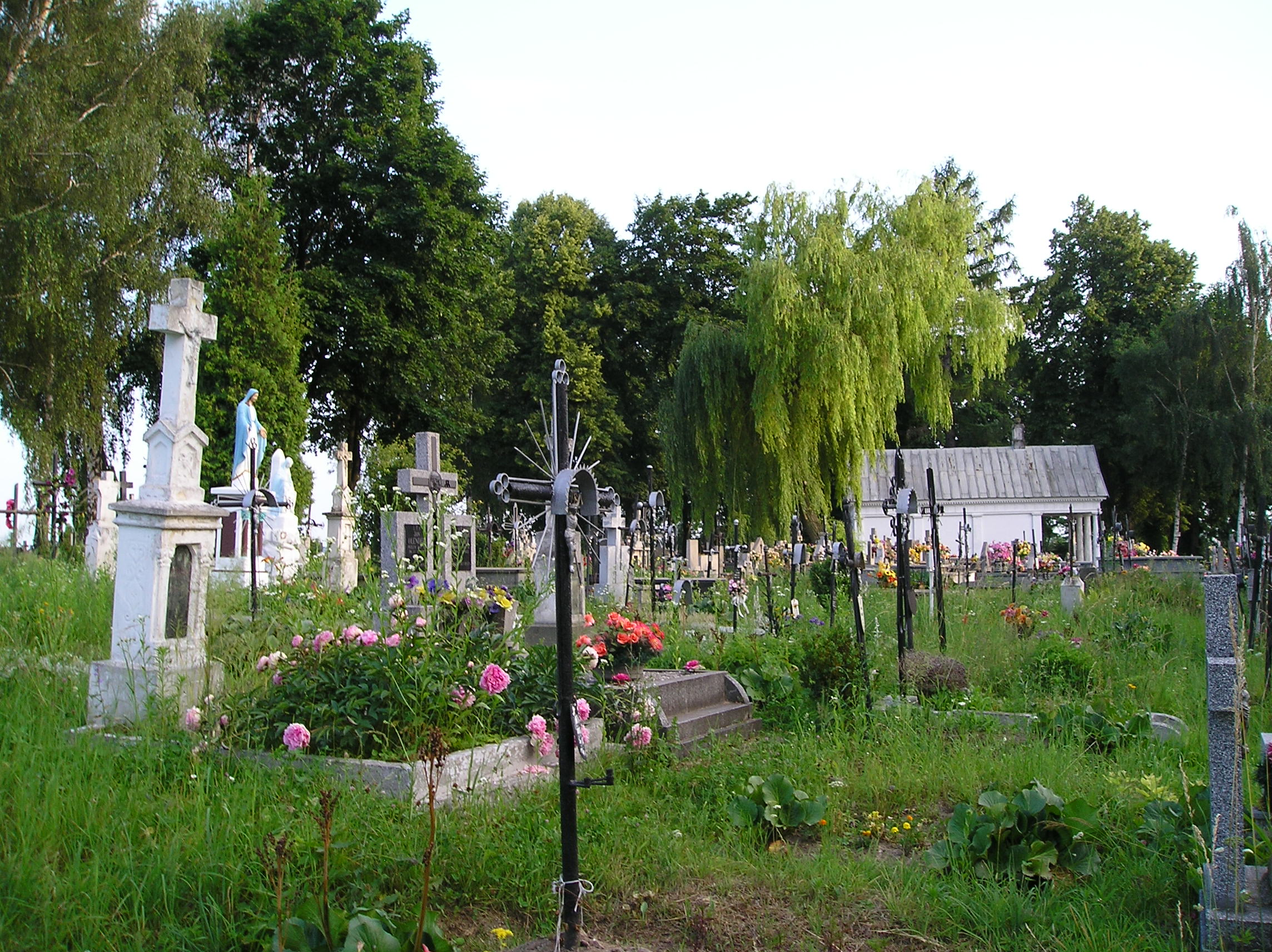
Cmentarz parafialny, część z lat 20. i 30.XX w.
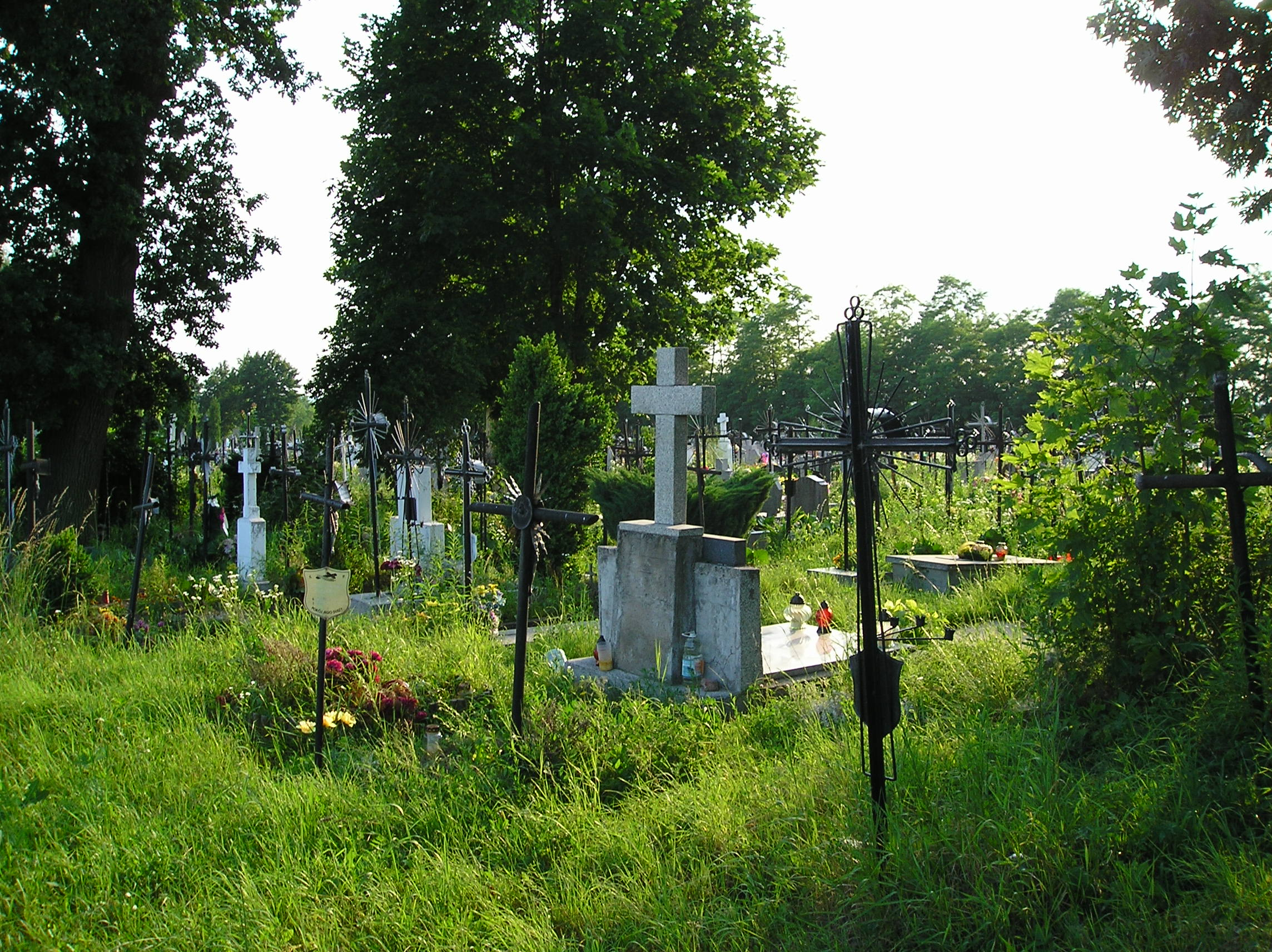
Cmentarz parafialny, część z lat 40. i 50.XX w.
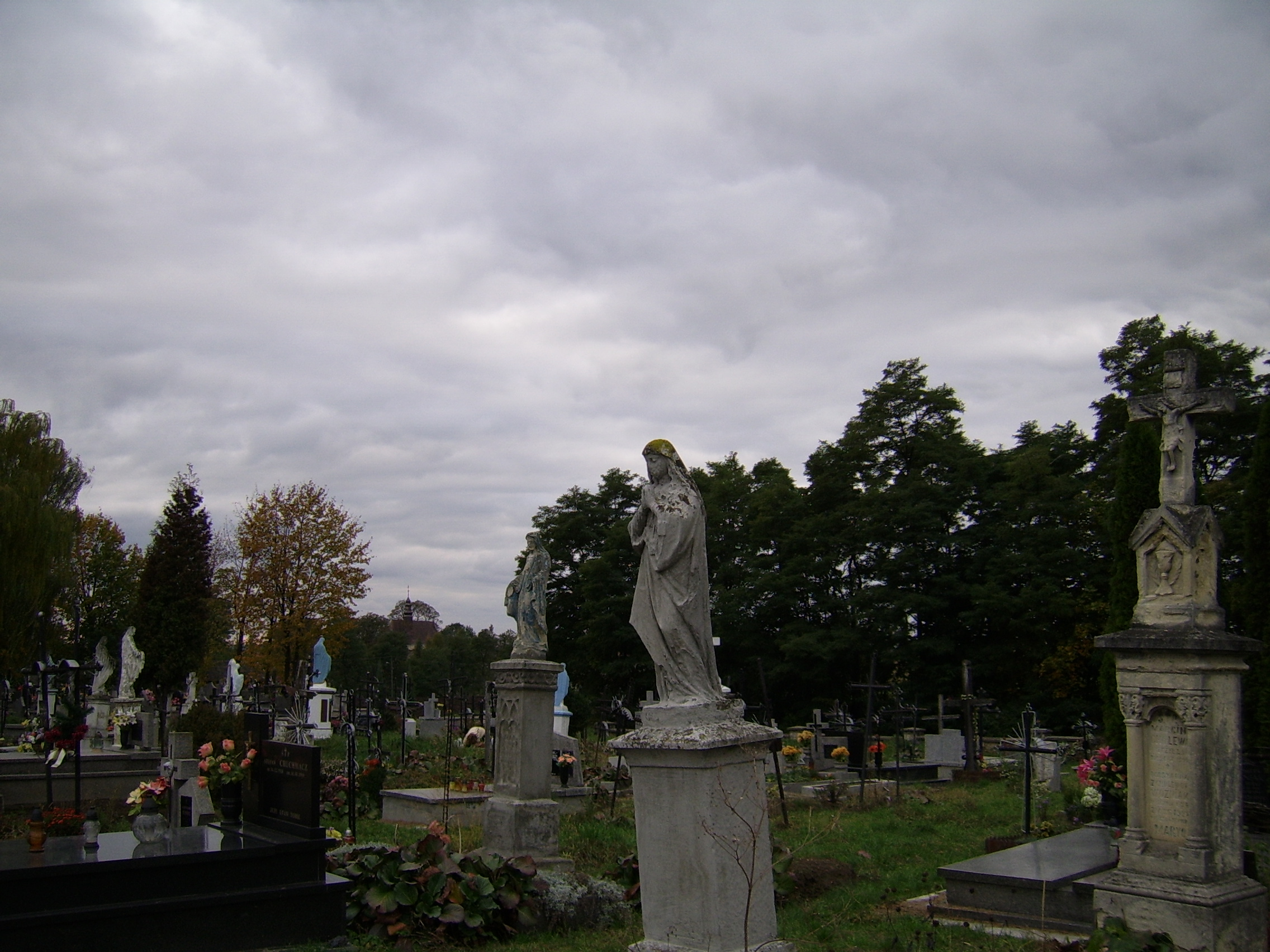
Cmentarz parafialny, nagrobki z końca XIX i pocz. XX w.